# Festuca magensiana
Festuca magensiana är en gräsart som beskrevs av Eva Hedwig Ingeborg Potztal. Festuca magensiana ingår i släktet svinglar, och familjen gräs. Inga underarter finns listade i Catalogue of Life.